# Zina (prénom)
Pour les articles homonymes, voir Zina.
Zina est un prénom féminin d'origine arabe qui signifie jolie.
Ce prénom existe dans d'autres langues à savoir italienne, tchèque et slovène avec d'autres étymologie. Par exemple les italiens disent "Zina" pour évoquer "Constanzina".
C'est également le diminutif de Zénaïde, un prénom féminin signifiant de la famille de Zeus ou fille divine. 